# PalaMangano (Palermo)
Il PalaMangano è un palazzetto dello sport di Palermo, il cui nome è dedicato alla memoria dell'allenatore di pallacanestro Massimo Mangano. Il palazzetto dello sport è gemello al contemporaneo PalaOreto situato nella zona Sud della città.

## Storia
Il palazzetto è stato costruito grazie ai fondi delle XIX Universiade del 1997, i lavori sono iniziati il 23 febbraio del 1998 e terminati a circa un anno e mezzo dopo. In origine era conosciuto come PalaUditore, è stato ribattezzato il 3 novembre 2013, in seguito alla decisione della giunta comunale del giugno precedente.

## Estensione
Ha un'estensione di circa 10.000 m² e si trova al confine tra il quartiere Uditore e il quartiere Passo di Rigano.

## Edificio
L'edificio dispone di una copertura lignea e fonoassorbente che consente l'utilizzo dell'edificio non solo per eventi sportivi ma anche musicali. Le specifiche del campo consentono lo svolgimento di partite internazionali di pallavolo, pallacanestro e pallamano.

## Manifestazioni
Negli ultimi anni è stata anche la sede delle manifestazioni di cosplay di Palermo.
Il 23 marzo 2012 ha ospitato il concerto della cantante Giorgia.
Il 14 aprile 2017 ha ospitato lo spettacolo “Tutti giù dal web” del gruppo di youtuber Mates e di Favij.